# 斯托海峽
斯托海峽是丹麥的海峽，位於該國東南部波羅的海，北面是法爾斯特島，南面是西蘭島，東接格倫海峽，長約10公里，最大水深約36米。
54°58′N 11°55′E / 54.967°N 11.917°E